# بوليتكنك (فلم)
بوليتكنك (بالإنجليزية: Polytechnique) هو فيلم دراما لعام 2009 من إخراج دينيس فيلنوف وكتبه فيلنوف وجاك دافيدتس. الفيلم يقع في مونتريال، كيبيك، ويستند إلى مذبحة مدرسة البوليتكنك (المعروفة أيضًا باسم "مذبحة مونتريال")، ويعيد تصوير أحداث 6 ديسمبر 1989 من خلال عيون طالبين يشاهدان مسلحًا يقتل 14 امرأة شابة.
بعد إصدار الفيلم في كيبيك في فبراير 2009، ظهر في مهرجان كان السينمائي 2009. حصل على العديد من الألقاب، بالإضافة إلى جائزة أفضل صورة وحركة.

## روابط خارجية
- مقالات تستعمل روابط فنية بلا صلة مع ويكي بيانات